# Bergen op Zoom (gemeente)

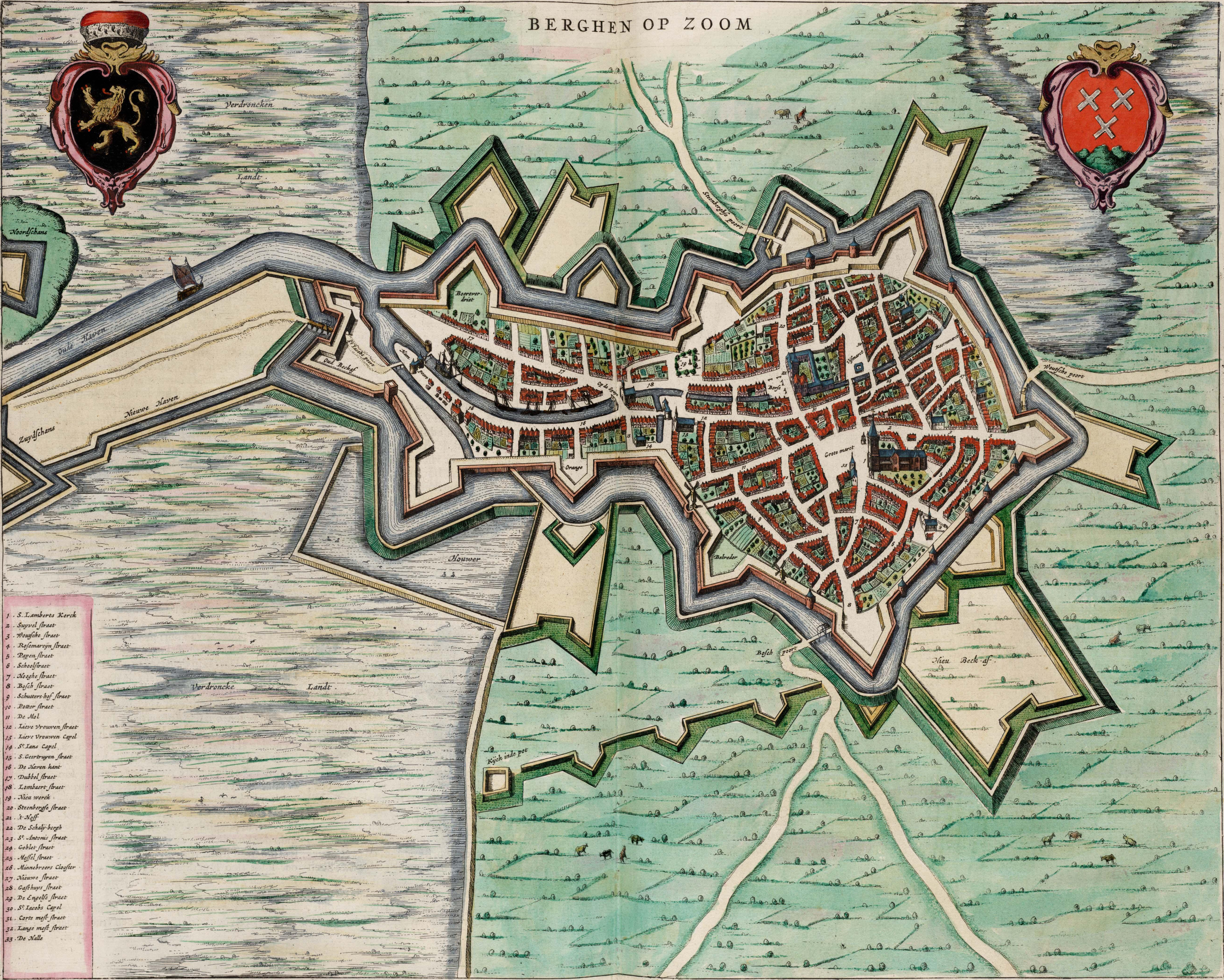
Kaart van Bergen op Zoom door Blaeu uit 1652

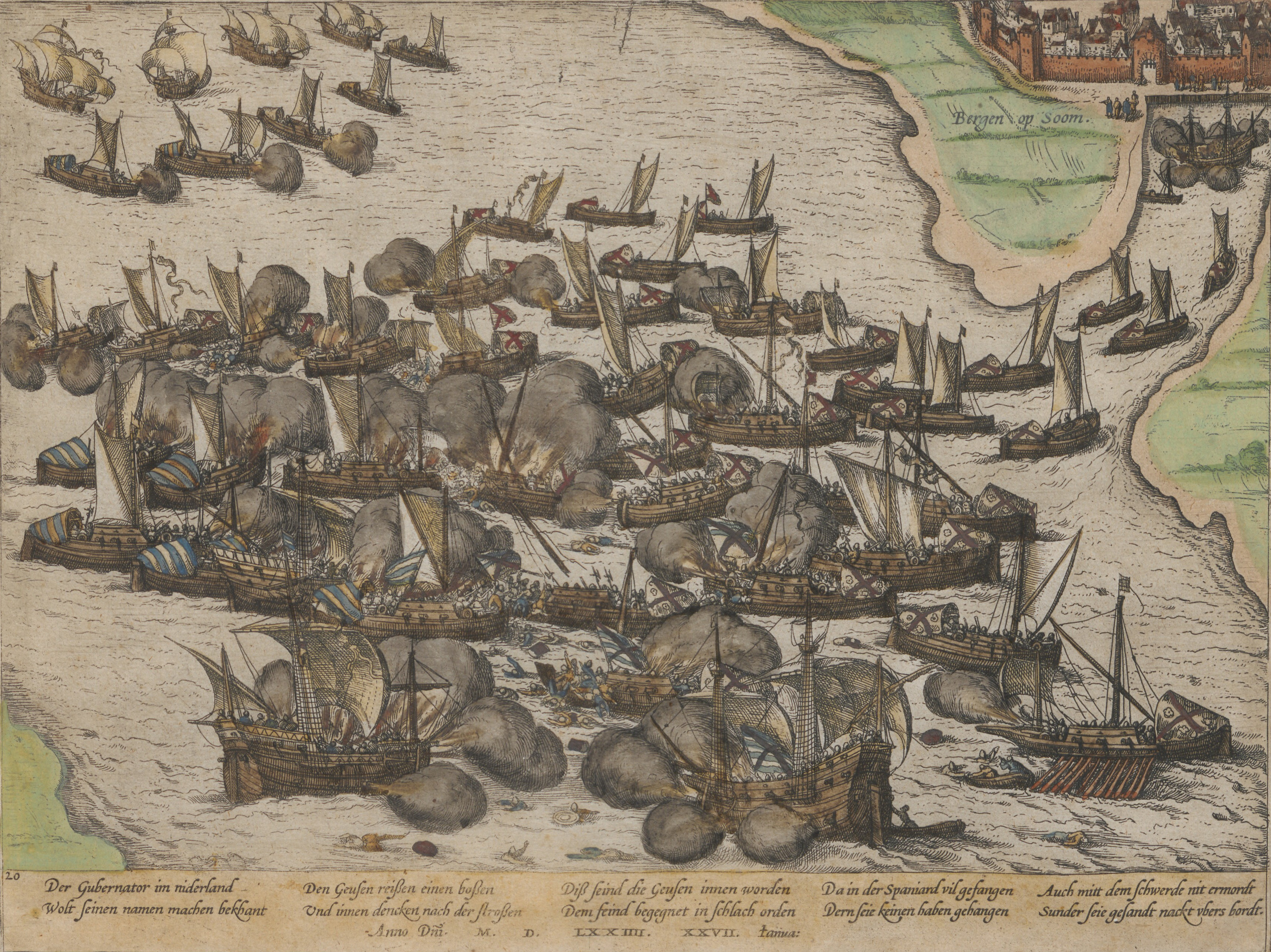
Slag op de Schelde bij Bergen op Zoom en Reymerswaal, 1574

Bergen op Zoom (uitspraakⓘ) is een gemeente in de Nederlandse provincie Noord-Brabant. De hoofdplaats van deze gemeente is de stad Bergen op Zoom.

## Ligging
| Aangrenzende gemeenten | Aangrenzende gemeenten | Aangrenzende gemeenten | Aangrenzende gemeenten | Aangrenzende gemeenten |
| ---------------------- | ---------------------- | ---------------------- | ---------------------- | ---------------------- |
|                        |                        | Steenbergen            |                        |                        |
|                        |                        |                        |                        |                        |
| Tholen (Z)             | Roosendaal             |                        |                        |                        |
|                        |                        |                        |                        |                        |
| Reimerswaal (Z)        |                        | Woensdrecht            |                        |                        |

## Kernen
Sinds 1 januari 1997 heeft de gemeente de volgende kernen:
- de stad Bergen op Zoom (inwoners: 54.440 op 1 januari 2023)
- Halsteren (inwoners: 12.480)
- Lepelstraat (inwoners: 1.945)

Daarnaast telt de gemeente een aantal buurtschappen:
- Heimolen (inwoners: -)
- Kijkuit
- Kladde (inwoners: 180)
- Klutsdorp (inwoners: 220)
- Nieuw-Borgvliet
- Nieuwe Molen
- Oude Molen
- Slikkenburg
- Spinolaberg
- Vetterik
- Waterkant
- Zuidgeest

## Topografie
Topografisch kaartbeeld van de gemeente Bergen op Zoom, per september 2022.

## Cultuur

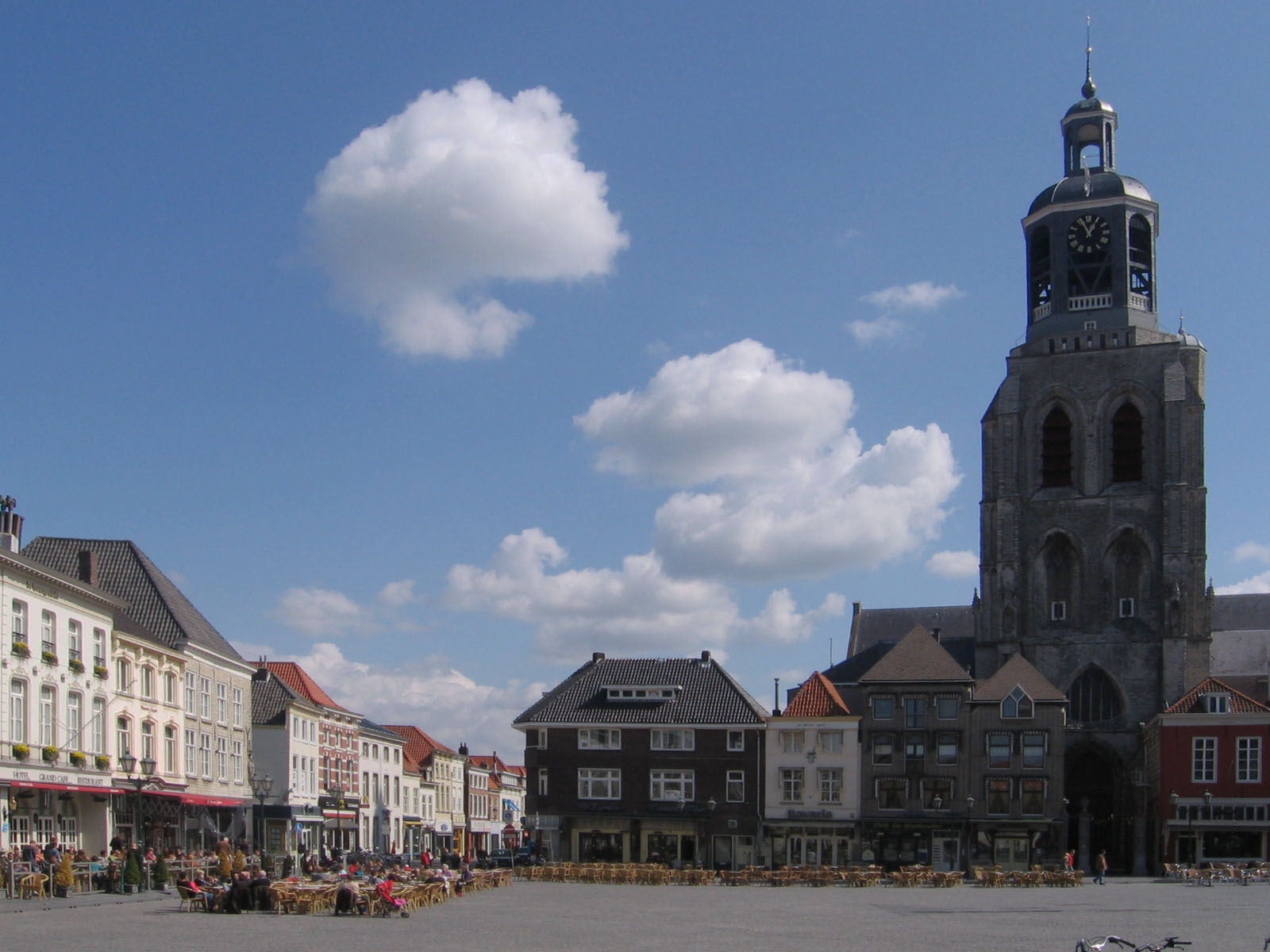
Grote Markt

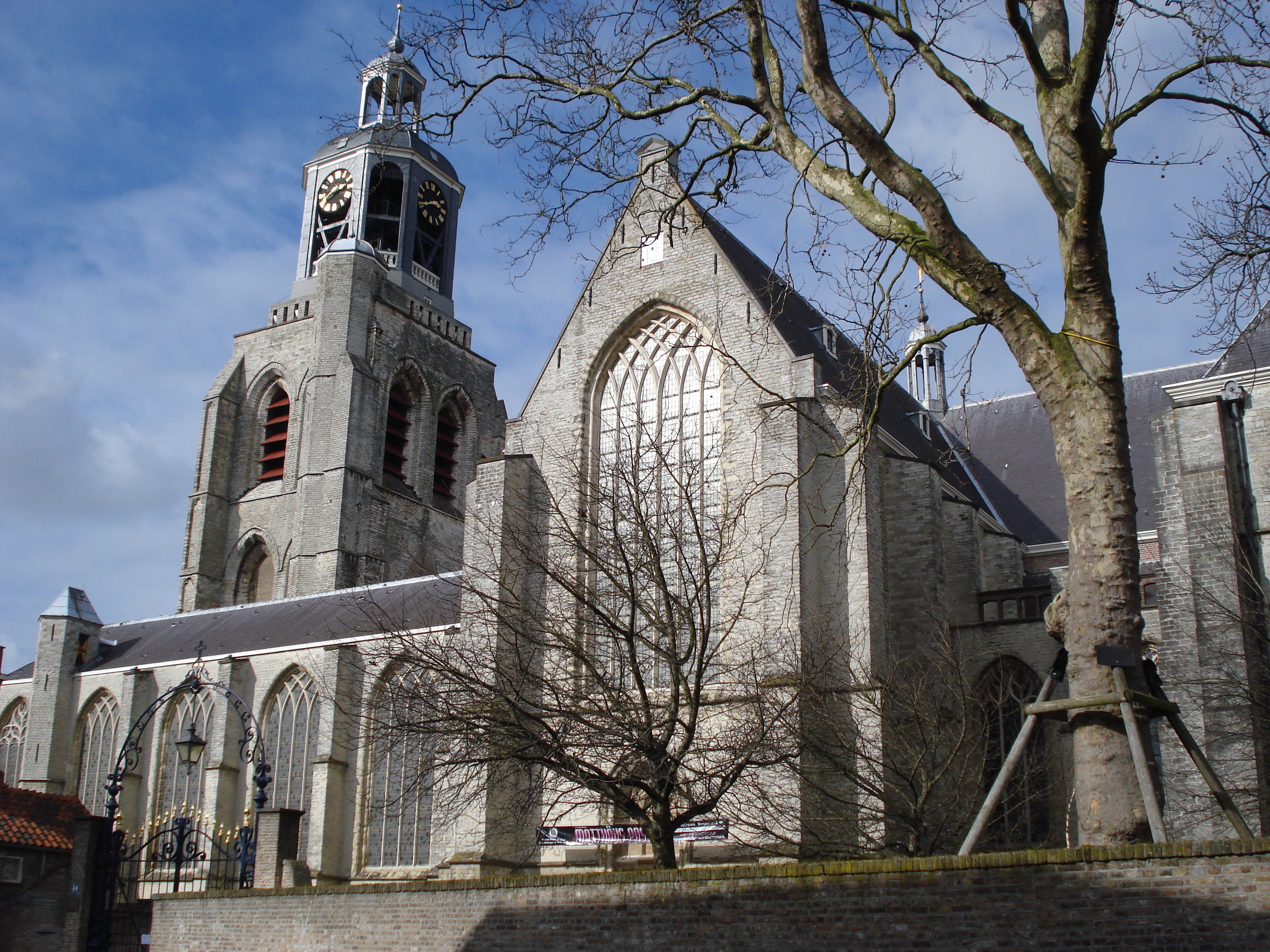
Sint-Gertrudiskerk

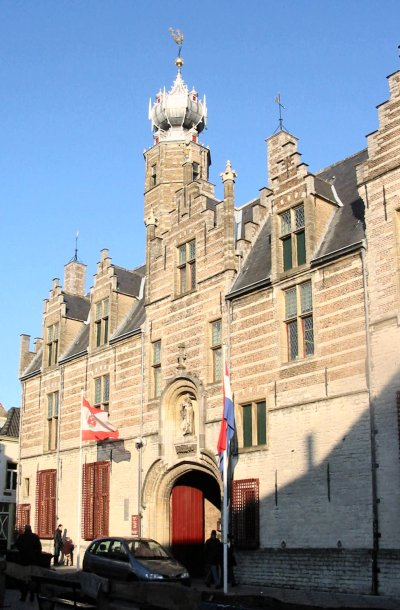
Markiezenhof

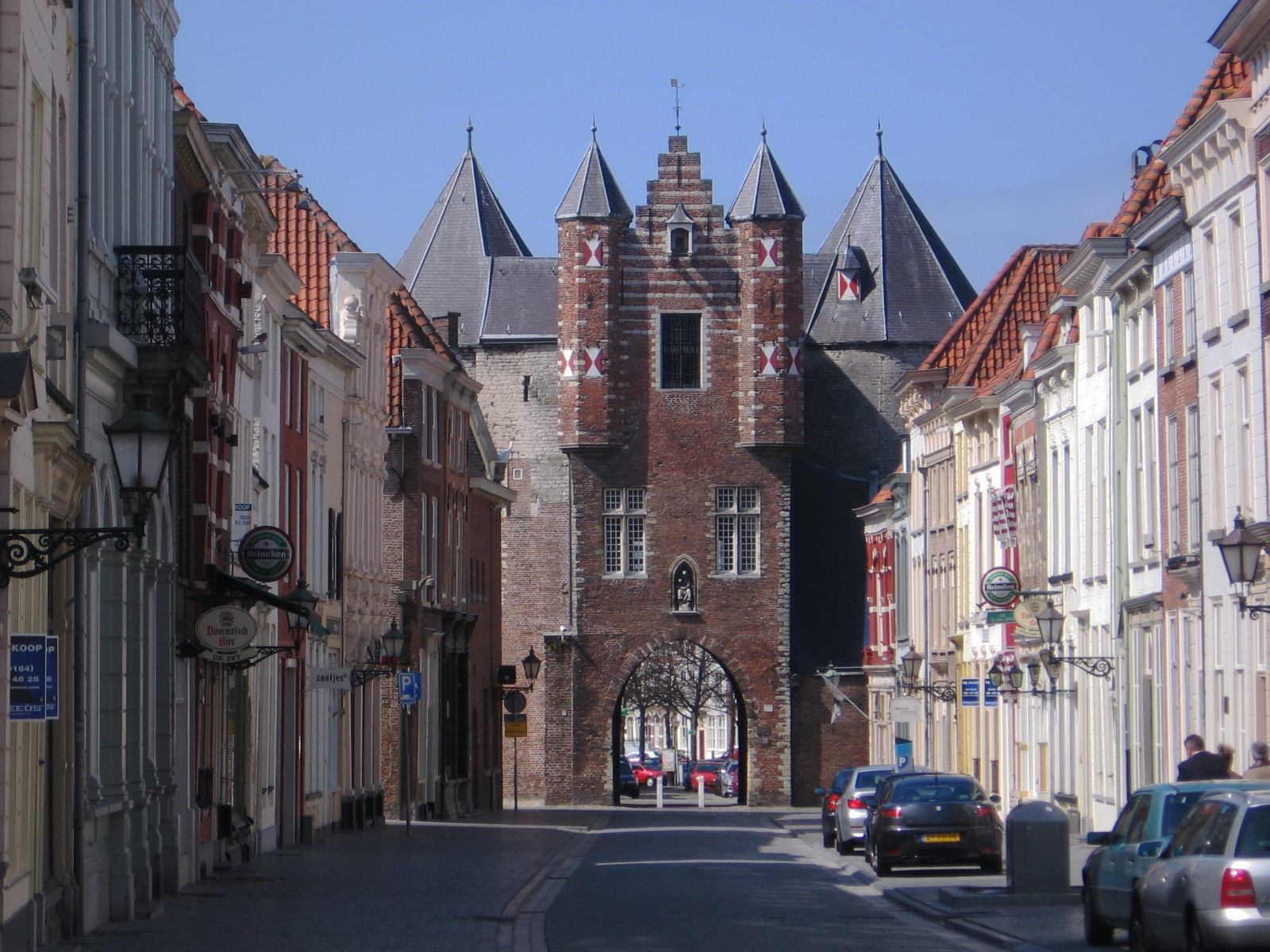
Gevangenpoort

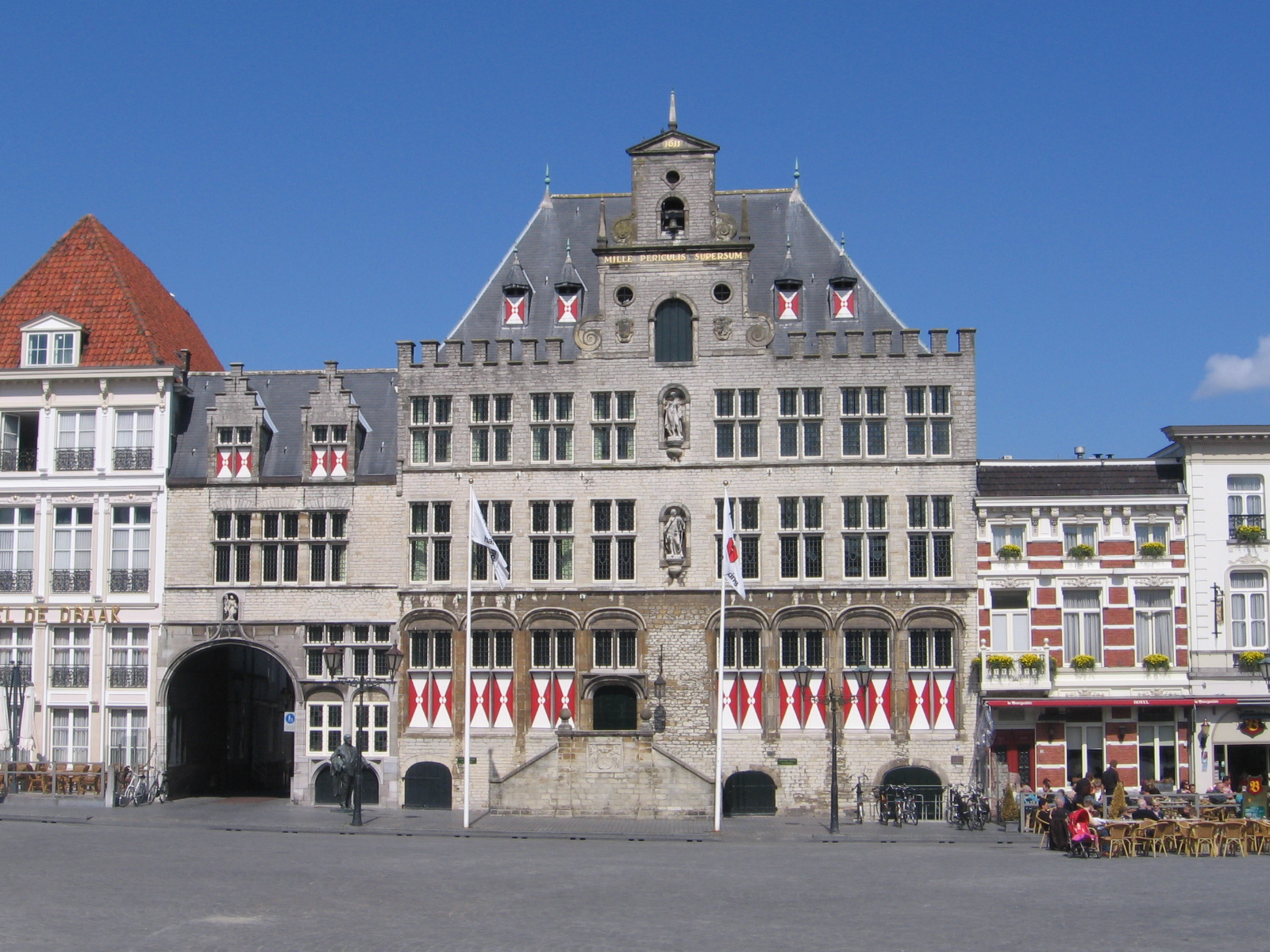
Stadhuis

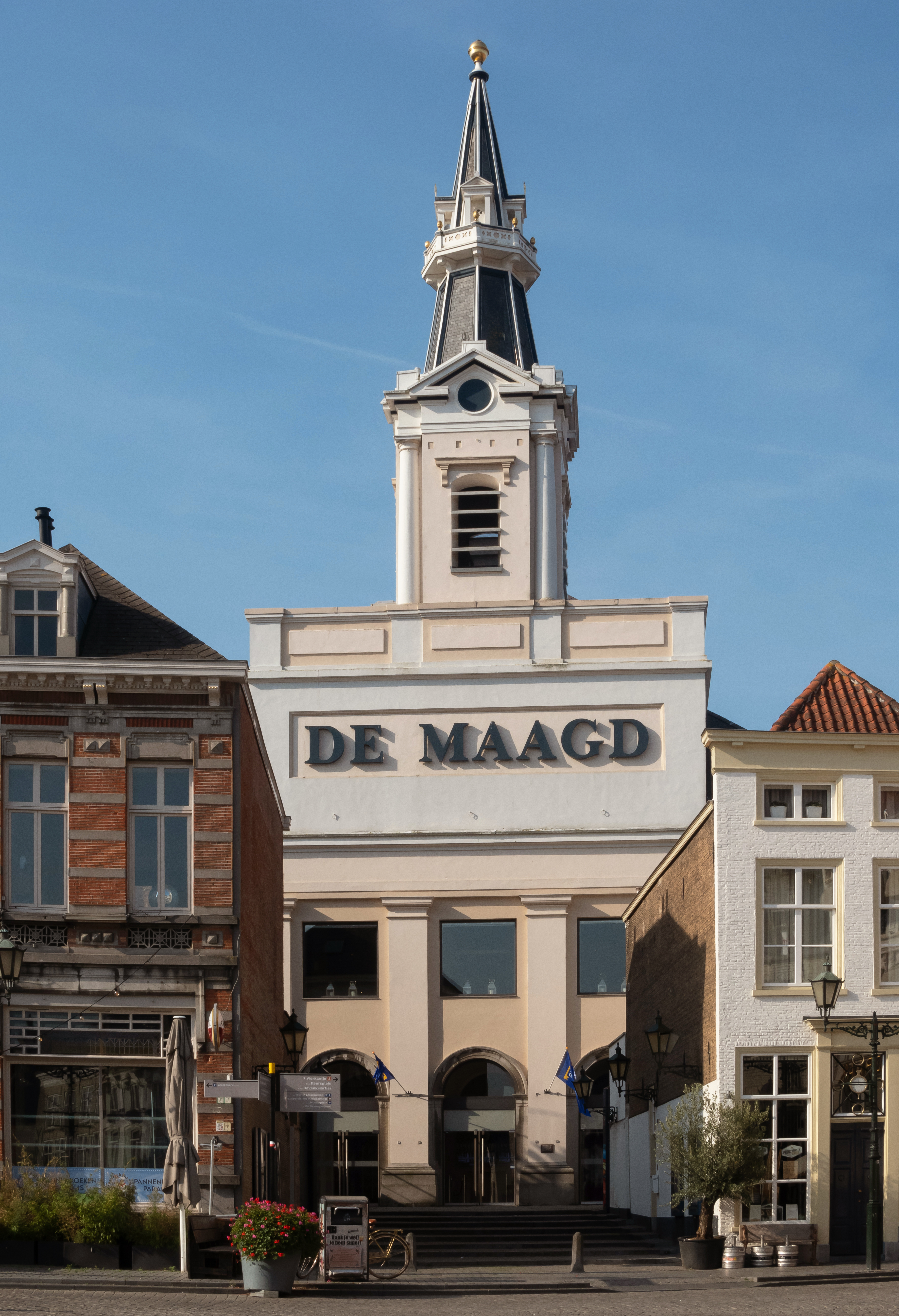
Stadsschouwburg de Maagd

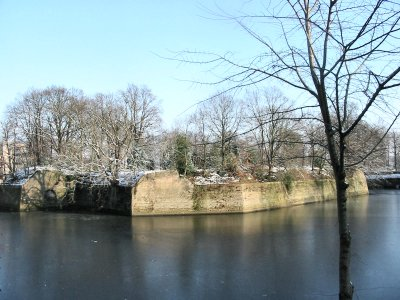
Ravelijn

### Bibliotheek
In Bergen op Zoom is de bibliotheek gevestigd in het centrum (Kortemeestraat naast het VVV). Verder is er in de gemeente Bergen op Zoom een tweede bibliotheek, die gevestigd is in het dorp Halsteren.

### Sport
De gemeente Bergen op Zoom heeft een aantal clubs in verschillende sportcategorieën, waaronder:
| Bergen op Zoom - West-Brabant Giants (basketbal) - BVV '63 (voetbal) - RKVV Nieuw Borgvliet (voetbal) - MOC '17 (voetbal) - FC Bergen (voetbal) - The Flying Shuttle '57 (badminton) - Bergse Badminton Vereniging (badminton) - SV DOSKO (voetbal) - Krabben (waterpolo) - AV SPADO (atletiek) - Bergse Reddings Brigade (reddingszwemmers) Lepelstraat - Lepelstraatse Boys (voetbal) - Marjola Girls (voetbal) - Tennisvereniging Lepelstraat (tennis) - Sic Pugno (volleybal) | - Smash (tennis) - LTC de Zoom (tennis) - LTC Olympia 1889 (tennis) - Scheldevogels (korfbal) - Wizards of BoZ (honkbal) - TTV Het Markiezaat (tafeltennis) - MHC Tempo (hockey) - Judoclub Yoshi (judo) - RV Aquarius (roeien) - JdB Petangeske (jeu de boules: petanque) Halsteren - RKSV Halsteren (voetbal) - VVC '68 (voetbal) - Vrederust (voetbal) - Olympus '69 (badminton, volleybal) - Halsterse Tennis Vereniging (tennis) |

Er zijn zes sportparken, een midgetgolfbaan, vier sporthallen, drie dojo's (judo etc.), zeven fitnessgelegenheden en vijf gymnastieklokalen.
Bekende sportgelegenheden zijn:
- Sporthal Gageldonk (The Flying Shuttle '57)
- Sporthal Tuinwijk (Scheldevogels, Bergse Badminton Vereniging)
- Sporthal De Boulevard (West-Brabant Giants, Sic Pugno)
- Sporthal de Kannebuis, Halsteren (Olympus '69)
- Sportpark Staakberg (KV Scheldevogels, TTV Het Markiezaat, Wizards of Boz)
- Sportpark Rozenoord (MHC Tempo, AV SPADO, MOC '17, BVV '63, JdB Petangeske, Smash)
- Sportpark de Markiezaten (FC Bergen, RKVV Nieuw-Borgvliet, LTC Olympia 1889)
- Sportpark de Lage Meren/Meilust (SV DOSKO, LTC de Zoom)
- Sportpark de Beek, Halsteren (RKSV Halsteren, VVC'68, Halsterse Tennis Vereniging)
- Sportpark Lepelstraat, Lepelstraat (Lepelstraatse Boys, Marjola Girls)
- Zwembad de Schelp (Bergse Reddings Brigade, Krabben)

### Evenementen
Evenals vrijwel de rest van Noord-Brabant viert Bergen op Zoom carnaval, hier vastenavend geheten. De stad heet tijdens de Vastenavend Krabbegat, verwijzend naar het verdwenen streekproduct: de meekrap. In Krabbegat, en sommige omliggende plaatsen, is het de gewoonte om het gezicht te verbergen hetzij achter een masker (mombakkes of maske) of achter een stuk oude vitrage (gedijn).
Verder zijn er het hele jaar door tal van evenementen, waaronder:
- Bourgondische Krabbenfoor
- Maria Ommegang
- De Zoomerspelen
- Jazzweekend
- Poptocht
- Zomerfestival
- Hortus Musicus Religiosus
- Festival of Lessons & Carols
- ProefMei

### Monumenten
In de gemeente zijn er een aantal rijksmonumenten, gemeentelijke monumenten en oorlogsmonumenten, zie:
- Lijst van rijksmonumenten in Bergen op Zoom (gemeente)
- Lijst van gemeentelijke monumenten in Bergen op Zoom (gemeente)
- Lijst van oorlogsmonumenten in Bergen op Zoom

### Kunst in de openbare ruimte
In de gemeente Bergen op Zoom zijn diverse beelden, sculpturen en objecten geplaatst in de openbare ruimte, zie:
- Lijst van beelden in Bergen op Zoom

## Media

### Kranten
- BN DeStem
- De Bergen op Zoomse Bode
- Groot Bergen op Zoom
- StadsMAG

### Radio/tv
- Zuidwest FM - Lokaal radiostation van de gemeenten Bergen op Zoom en Woensdrecht
- Zuidwest TV - Lokaal televisiestation van de voorgenoemde gemeenten, gekoppeld aan Zuidwest FM
- Omroep Brabant - Radio- en televisieomroep van Noord-Brabant
- Radio 8FM - Regionale omroep Classics & Hits
- Puur NL - Nederlandstalige regionale omroep

## Verkeer en vervoer

Bergen op Zoom en omgeving

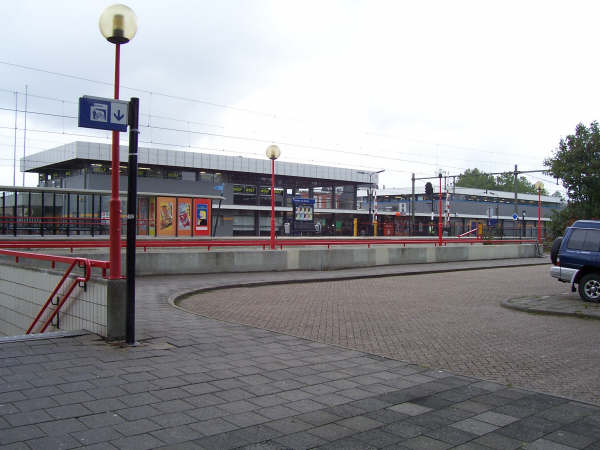
Station Bergen op Zoom

| Gemeentegrenzen Wijkgrenzen Buurtgrenzen Autosnelweg Secundaire weg Spoorweg |  |  | ██ Geselecteerde gemeente ██ Bebouwd gebied ██ Bos of park ██ Binnenwater, rivier of kanaal |

### Autoverkeer

#### Snelwegen
Er lopen twee snelwegen langs Bergen op Zoom:
- A58/E312 (Eindhoven - Breda - Roosendaal - Bergen op Zoom - Goes - Vlissingen vv)
- A4 (Amsterdam - Rotterdam (havens) - Bergen op Zoom - Antwerpen (havens) vv)

In de omgeving van Bergen op Zoom zijn er twee knooppunten:
- knooppunt Zoomland
- knooppunt Markiezaat

Het snelweggedeelte tussen deze twee knooppunten heeft beide wegnummers: A4 en A58

#### Regionale wegen
Bergen op Zoom wordt tevens ontsloten door een aantal regionale wegen:
- De N286 maakt deel uit van de verbinding tussen Stavenisse, Tholen en Bergen op Zoom
- De N289 maakt deel uit van de verbinding tussen Putte, Hoogerheide, Bergen op Zoom en Goes

#### Stadswegen
Bergen op Zoom heeft een gedeeltelijke randweg. De Randweg Oost wordt gevormd door de snelweg A58/A4. De Randweg Noord en West bestaat grotendeels uit 4 rijstroken. Ook de Markiezaatsweg, welke aan de westkant van Bergen op Zoom langs de Bergse Plaat loopt, maakt in principe deel uit van de Randweg. In 2013 werd begonnen met de aanleg van Randweg Zuid, die de Markiezaatsweg verbindt met de A4/A58 bij Heimolen. Verder heeft de stad ook een centrumringweg.

### Openbaar vervoer

#### Treinstation
Bergen op Zoom heeft een treinstation op de lijn Roosendaal - Vlissingen. In station Bergen op Zoom stoppen de volgende reizigerstreinen:
| Serie | Treinsoort     | Route | Bijzonderheden |
| ----- | -------------- | --- | --- |
| 2200  | Intercity (NS) | Amsterdam Centraal – Amsterdam Sloterdijk – Haarlem – Leiden Centraal – Den Haag HS – Delft – Schiedam Centrum – Rotterdam Centraal – Dordrecht – Roosendaal – Bergen op Zoom – Vlissingen | Rijdt op weekdagen overdag 1x/uur en vormt een halfuurdienst met series 2300 (tussen Amsterdam Centraal en Roosendaal) en 6500 (tussen Roosendaal en Vlissingen). 's Avonds en in het weekend rijdt deze serie 2x/uur. |
| 2300  | Intercity (NS) | Amsterdam Centraal – Amsterdam Sloterdijk – Haarlem – Leiden Centraal – Den Haag HS – Delft – Schiedam Centrum – Rotterdam Centraal – Dordrecht – Roosendaal – Bergen op Zoom – Vlissingen | Rijdt alleen op weekdagen overdag en rijdt 1x/uur. Vormt tussen Amsterdam Centraal en Roosendaal een halfuursdienst met serie 2200. 's Avonds en in het weekend rijdt serie 2200 2x/uur.                               |
| 6500  | Sprinter (NS)  | Roosendaal – Bergen op Zoom – Goes – Middelburg – Vlissingen | Rijdt doordeweeks 1x per uur. Rijdt niet 's avonds en in het weekend. |

#### Goederentreinen
De spoorlijn die door Bergen op Zoom loopt wordt intensief gebruikt voor vervoer van goederen van en naar het haven- en industriegebied Vlissingen-Oost (Sloegebied). Verder hebben verschillende bedrijven in Bergen op Zoom een aansluiting op de spoorlijn.
Er zijn plannen om vanaf de spoorlijn ten zuiden van Bergen op Zoom een goederenspoorlijn naar de havens van Antwerpen aan te leggen. Deze goederenspoorlijn zou de spoorlijn Roosendaal-Antwerpen ontlasten van goederenvervoer. Nadeel is, dat al dit extra goederenvervoer dan door Bergen op Zoom zou komen.

#### Stads- en streekvervoer (bus)
Dagelijks rijden er vanaf het station bussen naar verschillende dorpen / steden in de regio West-Brabant, Rotterdam Zuidplein en het (voormalig) eiland Tholen.
| Lijn | Route | Vervoerder | Lijnsoort   |
| ---- | --- | ---------- | ----------- |
| 102  | Bergen op Zoom - Halsteren - Tholen - Oud-Vossemeer - Sint Philipsland - Oude-Tonge                                | Connexxion | Streekbus   |
| 107  | Bergen op Zoom - Halsteren - Tholen - Poortvliet - Scherpenisse - Sint Maartensdijk - Stavenisse ← Sint Annaland   | Connexxion | Streekbus   |
| 108  | Bergen op Zoom - Halsteren - Tholen - Poortvliet - Scherpenisse - Sint Maartensdijk - Sint Annaland ← Stavenisse   | Connexxion | Streekbus   |
| 161  | Roosendaal - Wouw - Heerle - Bergen op Zoom                                                                        | Arriva     | Streekbus   |
| 209  | Sint Philipsland → Sint Annaland - Oud-Vossemeer - Tholen - Halsteren - Bergen op Zoom                             | Connexxion | Spitsbus    |
| 360  | Rotterdam - Numansdorp - Dinteloord - Steenbergen - Halsteren - Bergen op Zoom - Hoogerheide - Ossendrecht - Putte | Arriva     | Bravodirect |
| 603  | Sint Maartensdijk - Scherpenisse - Poortvliet - Halsteren - Bergen op Zoom                                         | Connexxion | Schoolbus   |

## Onderwijs

### Middelbaar beroepsonderwijs
- Curio
  - Zoomvliet College (MBO Horeca, Toerisme, Recreatie, Audiovisuele Producties en Podium- en evenemententechniek)
  - Markiezaat College (MBO Techniek)
  - Kellebeek College (MBO Zorg en Welzijn)

### Voortgezet onderwijs
- Het Kwadrant (Praktijkonderwijs)
- Aventurijncollege (LWOO, Speciaal Voortgezet Onderwijs)
- Curio
  - Pomona (LWOO)
  - Steenspil (VMBO) te Halsteren.
- SG Roncalli (VMBO, HAVO en VWO Atheneum)
- gymnasium Juvenaat (VWO Gymnasium)
- RSG 't Rijks (VMBO, HAVO en VWO Gymnasium en Atheneum)
- Mollerlyceum (VMBO, HAVO en VWO Gymnasium en Atheneum)
  - Zoom MAVO (VMBO)

### Basisonderwijs
- De Borghoek (Rooms-katholiek Basisonderwijs)
- De Kreek (Openbare Basisschool)
- Noordster (Openbare Basisschool)
- De Aanloop (Algemene Basisschool)
- Kindcentrum Kiemkade (Algemene Basisschool)
- Montessori School (Algemene Basisschool, Montessori onderwijs)
- De Krabbenkooi (Algemene Basisschool)
- De Rode Schouw (Algemene Basisschool) te Halsteren
- De Grebbe (Protestants-christelijke Basisschool)
- Marco Polo (Protestants-christelijke Basisschool)
- De Springplank (Protestants-christelijke Basisschool) te Halsteren
- Anton van Duinkerken (Rooms-katholiek Basisonderwijs)
- De Biezenhof (Rooms-katholiek Basisonderwijs) te Halsteren
- Lodijke (Rooms-katholiek Basisonderwijs)
- Sancta Maria (Rooms-katholiek Basisonderwijs)
- De Wegwijzer (Rooms-katholiek Basisonderwijs) te Lepelstraat
- Brede school Het Palet (Rooms-katholiek Basisonderwijs)
- De Toermalijn (Rooms-katholiek Basisonderwijs) te Halsteren
- De Welle (Rooms-katholiek Basisonderwijs)
- St. Maarten (Rooms-katholiek Basisonderwijs) te Halsteren
- Octopus (Algemene Basisschool)
- El Feth (Islamitische Basisschool)
- De Driemaster (Speciaal Basisonderwijs)
- De Kornalijn (Speciaal Basisonderwijs)
- Montaal (Speciaal Basisonderwijs)

## Politiek

### College van burgemeester en wethouders

#### 2022-2026
Het college van burgemeester en wethouders voor de periode 2022-2026 wordt gevormd door een coalitie van VVD, D66, Lokaal Realisme, CDA-VBoZ en GL/PvdA. De wethouders werden op 24 mei 2022 na 69 dagen onderhandelen beëdigd. In de zomer van 2022 kondigde burgemeester Frank Petter zijn vertrek aan. Burgemeester Margo Mulder volgde hem op in juli 2023. In maart 2025 droeg wethouder Letty Demmers (D66) het stokje over aan Berend Doedens.
Het college bestaat uit:
- Burgemeester Margo Mulder (PvdA)
- Wethouder Dominique Hopmans (VVD)
- Wethouder Berend Doedens (D66)
- Wethouder Joost Pals (Lokaal Realisme)
- Wethouder Hans Peter Verroen (CDA)
- Wethouder Joey van Aken (PvdA)

#### 2018-2022
Het college van burgemeester en wethouders begon in 2018 met een coalitie van GBWP, VVD, CDA en GroenLinks. In de zomer van 2018 meldde wethouder Arjan van der Weegen zich ziek. In juli 2019 vroeg hij ontslag aan. Hij werd opgevolgd door Evert Weys. In januari 2020 trad wethouder Annette Stinenbosch-Kools af om het dossier “De Schelp”, over de veiligheidssituatie van het zwembad. Kort hierna vertrok wethouder Evert Weys wegens zijn benoeming tot burgemeester van Hilvarenbeek. De gebeurtenissen leidden tot het openbreken van het coalitieakkoord. De uitkomst hiervan was dat in mei 2020 ook wethouder Andrew Harijgens aftrad. Drie nieuwe wethouders startten diezelfde maand: Petra Koenders, Mignon van der Zwan-Brasser en Jeroen de Lange. Samen met de twee overgebleven wethouders Patrick van der Velden en Barry Jacobs vormden zij een zakencollege. Op 30 september 2021 trad Patrick van der Velden af in verband met de discussie over de besteding van corona compensatiemiddelen.
Het college bestond uit:
- Burgemeester Frank Petter (CDA)
- Wethouder Arjan van der Weegen (GBWP) t/m juli 2019
- Wethouder Patrick van der Velden (GBWP) t/m september 2021
- Wethouder Barry Jacobs (VVD)
- Wethouder Annette Stinenbosch-Kools (CDA) t/m januari 2020
- Wethouder Andrew Harijgens (GroenLinks) t/m mei 2020
- Wethouder Evert Weys (GBWP) vanaf juli 2019 t/m januari 2020
- Wethouder Petra Koenders (partijloos) vanaf mei 2020
- Wethouder Mignon van der Zwan-Brasser (partijloos) vanaf mei 2020
- Wethouder Jeroen de Lange (partijloos) vanaf mei 2020

#### 2014-2018
Het college van burgemeester en wethouders voor de periode van 2014-2018 werd gevormd door een coalitie van GBWP, Lijst Linssen, VVD en D66. In september 2015 moest wethouder Ton Linssen stoppen na een motie van wantrouwen.
Het college bestond uit:
- Burgemeester Frank Petter (CDA)
- Wethouder Arjan van der Weegen (GBWP)
- Wethouder Patrick van der Velden (GBWP)
- Wethouder Ton Linssen (Lijst Linssen) t/m september 2015
- Wethouder Ad Coppens (VVD)
- Wethouder Yvonne Kammeijer (D66)

#### 2010-2014
Het college van burgemeester en wethouders voor de periode van 2010-2014 werd gevormd door een coalitie van Lijst Linssen, GBWP, VVD en PvdA. In deze periode werd burgemeester Han Polman commissaris van de Koning(in) in de provincie Zeeland. Van maart tot augustus 2013 was Dick de Cloe waarnemend burgemeester. Frank Petter werd vanaf 1 september 2013 de nieuwe burgemeester. Per 1 oktober 2011 droeg wethouder Maarten van Eekelen het stokje over aan Arjan van der Weegen. 
Het college bestond uit:
- Burgemeester Han Polman (D66) t/m februari 2013
- Burgemeester Dick de Cloe (PvdA) van maart t/m augustus 2013
- Burgemeester Frank Petter (CDA) vanaf september 2013
- Wethouder Ton Linssen (Lijst Linssen)
- Wethouder Maarten van Eekelen (GBWP) t/m september 2011
- Wethouder Ad Coppens (VVD)
- Wethouder Ad van der Wegen (PvdA)
- Wethouder Arjan van der Weegen (GBWP) vanaf oktober 2011

#### 2006-2010
Het college van burgemeester en wethouders voor de periode van 2006-2010 werd gevormd door een coalitie van Lijst Linssen, PvdA en GBWP. In deze periode trad wethouder Arnold Hagenaars af. Hij werd opgevolgd door Ad van der Wegen. 
Het college bestond uit:
- Burgemeester Han Polman (D66)
- Wethouder Ton Linssen (Lijst Linssen)
- Wethouder Sander Siebelink (Lijst Linssen)
- Wethouder Adriënne Veraart (PvdA)
- Wethouder Arnold Hagenaars (PvdA) t/m maart 2009
- Wethouder Maarten van Eekelen (GBWP)
- Wethouder Ad van der Wegen (PvdA) vanaf mei 2009

### Gemeenteraad
De gemeenteraad van Bergen op Zoom telt 33 zetels (sinds 1996). Hieronder de behaalde zetels per partij bij de gemeenteraadsverkiezingen sinds 1982.
| Partij                             | 1982  | 1986  | 1990  | 1994  | 1996  | 1999  | 2002  | 2006  | 2010  | 2014  | 2018  | 2022  |
| ---------------------------------- | ----- | ----- | ----- | ----- | ----- | ----- | ----- | ----- | ----- | ----- | ----- | ----- |
| GBWP                               | -     | -     | -     | -     | 6     | 6     | 5     | 4     | 6     | 8     | 9     | 7*    |
| VVD                                | 7     | 5     | 5     | 4     | 5     | 6     | 5     | 4     | 5     | 5     | 5     | 5     |
| D66                                | 1     | 2     | 3     | 4     | 3     | 2     | -     | -     | 3     | 4     | 3     | 3     |
| Lokaal Realisme                    | -     | -     | -     | -     | -     | -     | -     | -     | -     | -     | -     | 3     |
| Lijst Linssen                      | -     | -     | -     | 6     | 5     | 5     | 5     | 7     | 6     | 5     | 4     | 3**   |
| CDA                                | 10    | 8     | 8     | 6     | 5     | 5     | 5     | 4     | 3     | 3     | 4     | 2     |
| Bergse Sociaal Democraten (BSD)    | -     | 1     | 2     | 1     | 1     | 1     | -     | -     | 2     | 4     | 2     | 2     |
| PvdA                               | 6     | 9     | 6     | 3     | 3     | 3     | 3     | 7     | 5     | 3     | 2     | 2     |
| GroenLinks                         | -     | -     | 1     | 1     | 1     | 2     | 2     | 1     | 2     | 1     | 2     | 2     |
| SP                                 | -     | -     | -     | -     | -     | -     | -     | 2     | 1     | -     | 1     | 1     |
| Steunpunt Bergen op Zoom-50PLUS    | -     | -     | -     | -     | -     | -     | -     | -     | -     | -     | 1     | 1     |
| Belang van Nederland               | -     | -     | -     | -     | -     | -     | -     | -     | -     | -     | -     | 1     |
| Samen0164                          | -     | -     | -     | -     | -     | -     | -     | -     | -     | -     | -     | 1     |
| Groepering Leefbaar Bergen op Zoom | -     | -     | -     | -     | 3     | 3     | 5     | 1     | -     | -     | -     | -     |
| Gemeentebelangen-Stadspartij       | 3     | 3     | 4     | 2     | -     | -     | -     | -     | -     | -     | -     | -     |
| D66-BSD                            | -     | -     | -     | -     | -     | -     | 3     | 2     | -     | -     | -     | -     |
| Centrum Democraten                 | -     | -     | -     | 2     | -     | -     |       | -     | -     | -     | -     | -     |
| Politieke Partij Wij               | -     | -     | -     | -     | -     | -     | -     | 1     | -     | -     | -     | -     |
| PPR-PSP                            | -     | 1     | -     | -     | -     | -     | -     | -     | -     | -     | -     | -     |
| PPR-PSP-CPN                        | 1     | -     | -     | -     | -     | -     | -     | -     | -     | -     | -     | -     |
| Bergen op Zoom Centraal            | 1     | -     | -     | -     | -     | -     | -     | -     | -     | -     | -     | -     |
| Totaal                             | 29    | 29    | 29    | 29    | 33    | 33    | 33    | 33    | 33    | 33    | 33    | 33    |
| Opkomst                            | 64,3% | 65,3% | 56,3% | 62,7% | 46,6% | 51,9% | 55,9% | 54,0% | 49,7% | 48,8% | 49,6% | 44,9% |

*Een raadslid van GBWP vormt sinds 2022 een eigen fractie, een ander raadslid van GBWP sloot zich in 2023 bij hem aan.

** Twee raadsleden van Lijst Linssen vormen sinds 2022 een eigen fractie.

### Bestuurlijke indeling

#### Huidige wijken
Stadsdeel Centrum
- Centrum
- Havenkwartier
- Vestinggronden-zuid
- Vestinggronden-noord

Stadsdeel Noord
- Meilust
  - Meilust-noord
  - Meilust-zuid
- Tuinwijk
- Noordgeest

Stadsdeel Oost
- Warande
  - Warande-west
  - Warande-oost
- Gageldonk
  - Gageldonk-west
  - Gageldonk-oost
- Het Groene Gordijn
- Langeweg
- Nieuw-Borgvliet
- Sportpark Rozenoord

Stadsdeel Zuid
- Het Glacis
- Het Fort
- Zeekant
- Bergse Plaat
- De Markiezaten (Toekomstige woonwijk)
  - De Meander
  - De Brug
  - De Terpen
  - De Wal
  - De Klaverwei
  - Sportpark de Markiezaten

Stadsdeel West
- Schelde Veste (Toekomstige woonwijk)
  - Kijk in de Pot
  - De Waterschans
  - Het Oude Havenkanaal
  - Geertruidapolder
  - De Nieuwe Vesting (Havenkwartier)
  - Spaensche Scharen

Halsteren
- Centrum (Dorpstraat omgeving)
- Rode Schouw
- De Beek
- De Schans
- Jankenberg

Lepelstraat
- Dorp
- Buurtschap Kladde
- Buurtschap Klutsdorp

Heimolen
- Buurtschap Heimolen

#### Nieuwe toekomstige wijken / woongebieden
- Schelde Veste (Havenkwartier)

### Stedenbanden
Bergen op Zoom heeft jumelages met:
- Oudenaarde - België
- Edmonton - Canada
- Szczecinek - Polen

## Trivia
- De naam van Bergen op Zoom is op de Arc de Triomphe in Parijs te vinden als een van de veroverde steden van het Franse Rijk.
- Tot de Franse overwinning van 1747 stond Bergen op Zoom bekend als La Pucelle (de maagd), omdat deze nog nooit veroverd was door een vijandelijke mogendheid.
- Bergen op Zoom wordt ook wel de kermisstad van Nederland genoemd. Veel exploitanten hebben hier hun origine en de draaiorgels van Perlé werden er gebouwd. In het Markiezenhof is een permanente tentoonstelling gewijd aan de kermis en zijn nog oude attributen van onder meer het carrousel tentoongesteld. De bekende stoomcarrousel in de Efteling is ook van Bergse makelij, gebouwd door J.W. Janvier.
- Bergen op Zoom is tevens een heel klein plaatsje in Suriname.